# Gare d'Achter de Hoven
La gare d'Achter de Hoven (en néerlandais station Achter de Hoven) est une gare néerlandaise située à Leeuwarden, dans la province de la Frise.

## Situation ferroviaire
La gare est située sur la ligne de Harlingen à Nieuweschans, traversant d'ouest en est les provinces néerlandaises de Frise et Groningue.

## Histoire
Desservie depuis le 5 juillet 1915, la gare fut fermée le 19 mai 1940, puis rouverte le 3 octobre 1954. Jusqu'en 2007.
La gare n'était pas mentionnée dans les tables horaires des chemins de fer, et on ne peut toujours pas acheter un billet pour Achter de Hoven.

## Service voyageurs
Les trains s'arrêtant à la gare de Leeuwarden Camminghaburen font partie du service assuré par Arriva reliant Leeuwarden à Groningue.